# Szent Miklós-fatemplom (Glód)
A glódi Szent Miklós-fatemplom műemlékké nyilvánított épület Romániában, Máramaros megyében. A romániai műemlékek jegyzékében az  MM-II-m-A-04581 sorszámon szerepel.